# Йозеф Кожлей
Йозеф Кожлей (словац. Jozef Kožlej, нар. 8 липня 1973, Стропков) — словацький футболіст, що грав на позиції нападника за низку словацьких і іноземних команд, а також за національну збірну Словаччини.

## Клубна кар'єра
Народився 8 липня 1973 року в Стропкові. Почав займатися футболом у системі місцеового клубу «Тесла», звідки 1989 року перейшов до юнацької системи «Татрана». У дорослому футболі дебютував 1990 року виступами за головну команду «Татрана», в якій провів два сезони, взявши участь у 48 матчах чемпіонату.
Згодом з 1993 по 1996 рік грав у новоствореному чемпіонаті Чехії у складі «Спарти» (Прага), «Градець-Кралове» та «Вікторії» (Жижков). У складі «Спарти» став переможцем першого розіграшу цього турніру в сезоні 1993/94.
1996 року прижднася до лав клубу «Кошиці». У першому ж сезоні 1996/97 у новій команді допоміг їй виграти першість Словаччини та став її найкращим бомбардиром із 22 забитими голами. Наступного сезону 1997/98 допоміг «Кошицям» захистити чемпіонський титул. Загалом відіграв за кошицьку команду чотири сезони своєї ігрової кар'єри з невеликою перервою на оренду в німецькому «Гройтері» 1999 року. Був основним гравцем атакувальної ланки словацької команди і одним із її головних бомбардирів команди, маючи середню результативність понад 0,5 гола за гру першості.
2000 року перебрався до першості Кіпру, ставши гравцем нікосійського «Олімпіакоса». Демонстрував у складі цієї команди непересічну результативність, забивши протягом трьох сезонів 55 м'ячів у 76 іграх. 2003 року перебрався до «Омонії», у складі якої провів наступні три роки своєї кар'єри гравця. Тут також був серед найкращих голеодорів, відзначаючись забитим голом майже у кожній другій грі чемпіонату. В сезоні 2003/04 відзначився 21 голом, розділивши із Лукашем Сосіним титул найкращого бомбардира турніру.
Другу половину 2006 року провів на Кіпрі у складі «Анортосіса», після чого перебрався до Греції, де по сезону відіграв за «Ларису» та «Фрасивулос».
У 2009—2010 роках повертався до нікосійського «Олімпіакоса», а завершив ігрову кар'єру того ж 2010 року виступами за грецький «Фрасивулос».

## Виступи за збірну
1996 року дебютував в офіційних матчах у складі національної збірної Словаччини.
Загалом протягом кар'єри в національній команді, яка тривала 10 років, провів у її формі 26 матчів, забивши 3 голи.

## Титули і досягнення

### Командні
- Чемпіон Чехії (1):

«Спарта» (Прага): 1993-94
- Володар Кубка Чехії (1):

«Градець-Кралове»: 1994-95
- Чемпіон Словаччини (2):

«Кошиці»: 1996-97, 1997-98
- Володар Кубка Кіпру (1):

«Омонія»: 2004-05
- Володар Суперкубка Кіпру (2):

«Омонія»: 2003, 2005
- Володар Кубка Греції (1):

«Лариса»: 2006-07

### Особисті
- Найкращий бомбардир чемпіонату Словаччини (1):

1996-97 (22 голи)
- Найкращий бомбардир чемпіонату Кіпру (1):

2003-04 (21 гол, разом з Лукашем Сосіним)